# Emanuel Xavier
Emanuel Xavier (nacido el 3 de mayo de 1971) es un poeta estadounidense, artista de la palabra hablada (spoken word), novelista, redactor, y activista nacido en la ciudad de Nueva York, en el área de Bushwick de Brooklyn. De ascendencia ecuatoriana y puertorriqueña, surgió del movimiento Nuyorican para llegar a ser un escritor.
El padre de Xavier abandonó a su madre después de saber que estuvo embarazada. A los tres años, Xavier fue víctima de abuso sexual por un pariente. A la edad de 16 años, fue echado de su casa por ser gay. Finalmente, reconcilió con su madre y regresó a completar sus estudios. Trabajó para un narcotraficante y más tarde, después de dejar la escena del club, llegó a ser empleado en una librería donde descubrió su pasión para escribir y giró su vida alrededor. 
Él ha enfocado especialmente su activismo para trabajar con organizaciones de jóvenes gay. Ha organizado acontecimientos de beneficio para varias caridades. 
Con respecto a su carrera, él ha dicho, "Pienso que al principio solo pensaba acerca de mí, de compartir mi historia. Pero como evolucionó, llegó a ser más acerca de la imagen más grande, con el deseo de inspirar a otros". 
En octubre de 2005, Xavier fue atacado brutalmente por un grupo de jóvenes en la Ciudad de Nueva York, en el área de Bushwick de Brooklyn. Después del ataque, Xavier obtuvo pérdida auditiva significativa. El resultado fue pérdida total de oído en una oreja. 
Xavier recibió el Premio Cultural de Herencia de Marsha A. Gomez, una Citación del Concilio de la Ciudad de Nueva York, y es un 2008 recipiente Mundial de Premio de Orgullo. 
En 2009, fue uno de los Padrinos honorarios en el Desfile anual de los Tres Reyes en la Ciudad de Nueva York. Fue denominado uno de los 25 gais más influyentes latinoamericanos y en 2010, El Foro de la Igualdad lo anunció como un Icono Gay. 
Sus libros incluyen las colecciones de poesía, "Pier Queen", "If Jesus Were Gay & other poems", "Americano", la novela "Christ Like" y es editor de "Mariposas: A Modern Anthology of Queer Latino Poetry" y "Me No Habla With Acento: Contemporary Latino Poetry."